# Francis Maseres

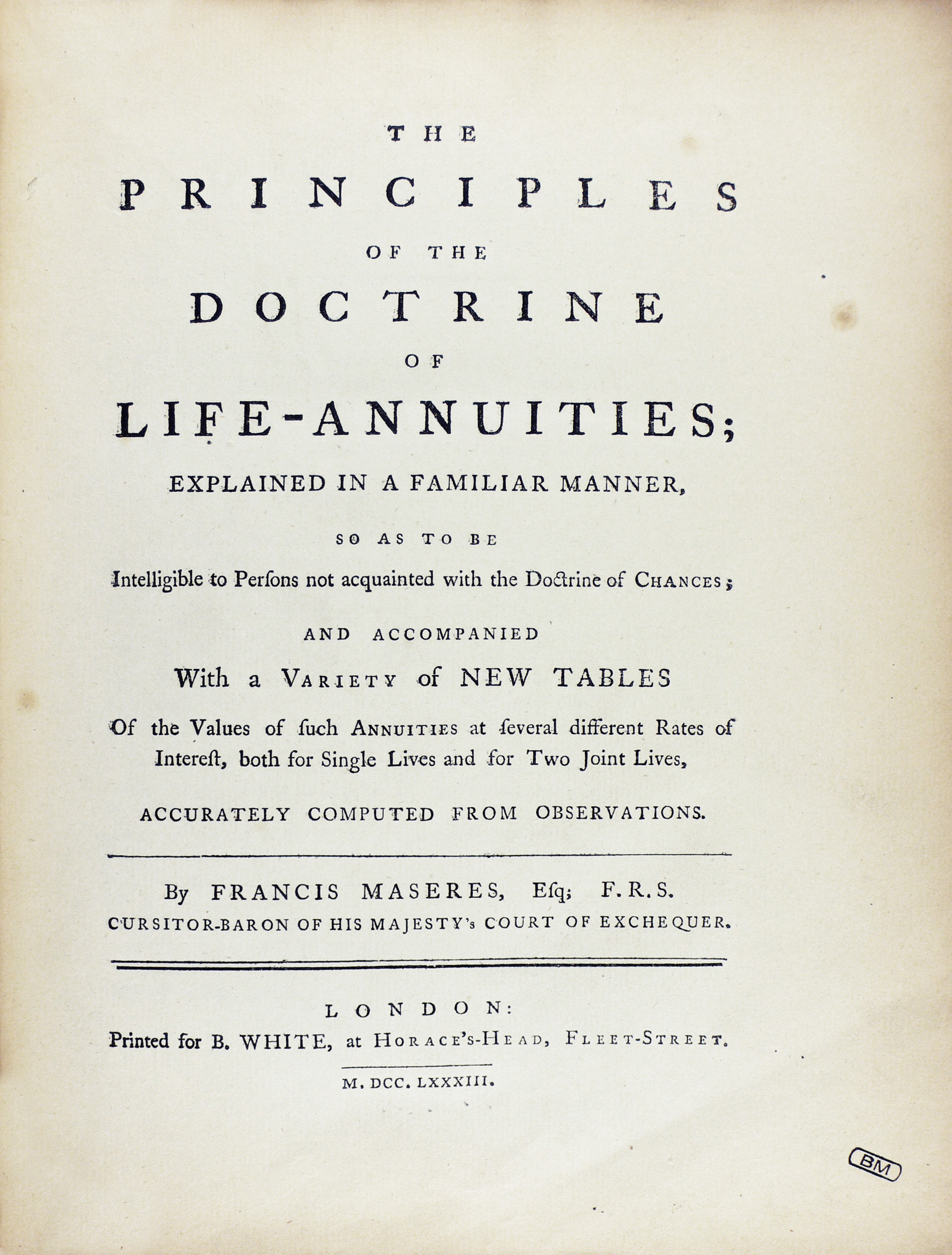
The principles of the doctrine of life-annuities, 1783
(Fondazione Mansutti, Milano).

Francis Maseres (Londra, 15 dicembre 1731 – Reigate, 19 maggio 1824) è stato un giurista britannico e maestro venerabile nella Massoneria.

## Biografia
Figlio di una famiglia aristocratica di origine francese, lavorò come avvocato, coniugando la professione con un'intensa attività di matematico. Fu nominato avvocato generale del Quebec e divenne membro della Royal Society di Londra, per la quale pubblicò molti saggi matematici e curò anche diversi lavori di altri autori, tra cui Isaac Newton. 

## Opere
Tra le sue opere si ricorda The principles of the doctrine of life-annuities (1783), a proposito delle rendite a vita e dei fondamenti matematici delle assicurazioni. Le sue considerazioni si basano sulle tavole di Antoine Deparcieux, come pubblicate in appendice al Treatise on the valuations of annuities di Abraham De Moivre.

## Nella Massoneria
Nel 1756 a Montréal, insieme ad una congrega di giuristi e studiosi, fonda una loggia che poi passerà alla storia come Masarez Archiviato il 15 dicembre 2021 in Internet Archive. (Storpiatura del nome del fondatore, dovuta al tramandamento orale dei codici), che opererà per diversi decenni, sul suolo canadese, nonché britannico. Si sposò con un'altra adepta della loggia, Antonia, che poi lo avvelenò con del cianuro e che venne poi giustiziata dai membri della loggia.